# باغاکو کار
باغاکو کار (ارمنی: Բաղակու քար؛ انگلیسی: Baghaku Kar) یک صومعه متعلق به کلیسای حواری ارمنی واقع  استان سیونیک ارمنستان می‌باشد. ساخت و ساز این ساختمان در سال ۱۱۲۶ میلادی؛ به پایان رسید. این بنا به سبک معماری ارمنی طراحی شده است.